# 라이사 바실리예바
라이사 니코노브나 바실리예바(러시아어: Раиса Никоновна Васильева, 1948년 10월 15일 ~)는 소련, 러시아의 음악가이다. 러시아 소비에트 연방 사회주의 공화국의 인민 예술가, 우크라이나 인민 예술가, 마리 자치 소비에트 사회주의 공화국의 명예 예술가 및 기타 공화국.

## 생애
경력은 1968년에 시작하여 현재에 이른다.